# 572
572(오백칠십이)는 571보다 크고 573보다 작은 자연수다.

## 수학
- 합성수로, 그 약수는 총 12개다. (1, 2, 4, 11, 13, 22, 26, 44, 52, 143, 286, 572)
  - 572의 진약수의 합은 604이므로, 572는 과잉수다.

## 교통
- 유럽 고속도로 572호선: 슬로바키아 트렌친에서 지아르나트흐로놈까지 이어지는 유럽 고속도로.

- 도도부현도
  - 572번 미에현도(일본어판)
  - 572번 홋카이도도(일본어판)
  - 572번 효고현도(일본어판)

## 문화재
- 대한민국의 보물 제572호: 순천 송광사 고려고문서

## 기타
- 연도: 572년, 기원전 572년